# 葉爾紹夫
52°15′N 48°16′E / 52.250°N 48.267°E
葉爾紹夫（俄语：Ершов）是俄羅斯薩拉托夫州東部的一個城市，位於薩拉托夫以東178公里。2002年時人口為71,124人。
1893年建城，1963年設市。